# Carlo Torre
Carlo Torre (Benevento, 19 agosto 1812 – Benevento, 29 marzo 1889) è stato un prefetto e politico italiano.
Ricoprì l’incarico di unico Governatore della Provincia di Benevento dal 25 ottobre 1860 al 1º luglio 1861, di primo Prefetto della stessa dal 1º aprile al 15 luglio 1861, e fu successivamente nominato Prefetto della Provincia di Milano dal 18 marzo 1868 al 17 marzo 1876.

## Biografia
Nato a Benevento nel 1812, compì gli studi giuridici a Napoli, per poi fare ritorno nella città natale. Nel 1846 pubblicò l’opuscolo Su i bisogni della Provincia Beneventana, in cui analizzava le problematiche economiche e infrastrutturali del territorio, sottolineando in particolare la mancanza di attività industriali, le difficoltà nei traffici commerciali e l’isolamento politico e amministrativo della città, all’epoca enclave soggetta allo Stato Pontificio.
A seguito delle riforme promosse da Pio IX, che portarono all’istituzione della Guardia civica, Torre fu eletto capitano di una delle tre compagnie formatesi a Benevento. Entrato a far parte dell’amministrazione civica locale, sostenne istanze riformatrici, proponendo l’accoglimento di alcune richieste dei cittadini e rivendicando una maggiore autonomia decisionale per il consiglio comunale rispetto al controllo esercitato dal Delegato Apostolico. Dopo il rifiuto delle sue proposte, rassegnò le dimissioni.
A causa delle sue posizioni politiche fu sottoposto a sorveglianza e, nel 1852, destituito dal proprio impiego governativo. Continuò tuttavia a frequentare ambienti liberali e a produrre scritti politici, tra cui un ’‘Programma di un corso di scienze politiche’’.
Il 25 ottobre 1860, in seguito alla sollevazione popolare contro il potere pontificio del 3 settembre, Giuseppe Garibaldi, entrato trionfalmente a Napoli, nominò Carlo Torre Governatore della neonata provincia di Benevento. Durante il suo mandato si trovò a gestire una situazione particolarmente delicata: da un lato, l’opposizione dei ceti conservatori e del clero alla nuova organizzazione istituzionale; dall’altro, l’insorgere dei primi episodi di brigantaggio. Dovette inoltre affrontare controversie con le province limitrofe in merito alla definizione territoriale della nuova Provincia di Benevento.
Dopo l’unificazione nazionale, proseguì la carriera prefettizia e fu destinato successivamente a Lecce, Cagliari, Ancona, Torino e infine a Milano, dove concluse il servizio nel 1876.
Nel 1865 fu nominato senatore del Regno d’Italia.
A Carlo Torre sono intitolate una via a Benevento e una a Milano.